# Żeleznodorożnyj (obwód nowosybirski)
Żeleznodorożnyj (ros. Железнодорожный) – osiedle w Rosji, w obwodzie nowosybirskim, w rejonie nowosybirskim. W 2010 liczyło 1338 mieszkańców.